# Premio Nacional de Teatro Pepe Isbert
El Premio Nacional de Teatro Pepe Isbert es un prestigioso galardón teatral que se entrega anualmente en el histórico Teatro Circo de la ciudad española de Albacete.

## Historia
El Premio Nacional de Teatro Pepe Isbert fue creado en 1995 por la Asociación de Amigos de los Teatros de España (AMIThE). En 1997 tuvo lugar su primera edición, obteniendo el galardón el actor José Luis López Vázquez. En 2018 la ceremonia se trasladó al Teatro Real de Madrid, donde fue galardonado con el premio Gregorio Arcos a la conservación del patrimonio teatral.

## El escenario

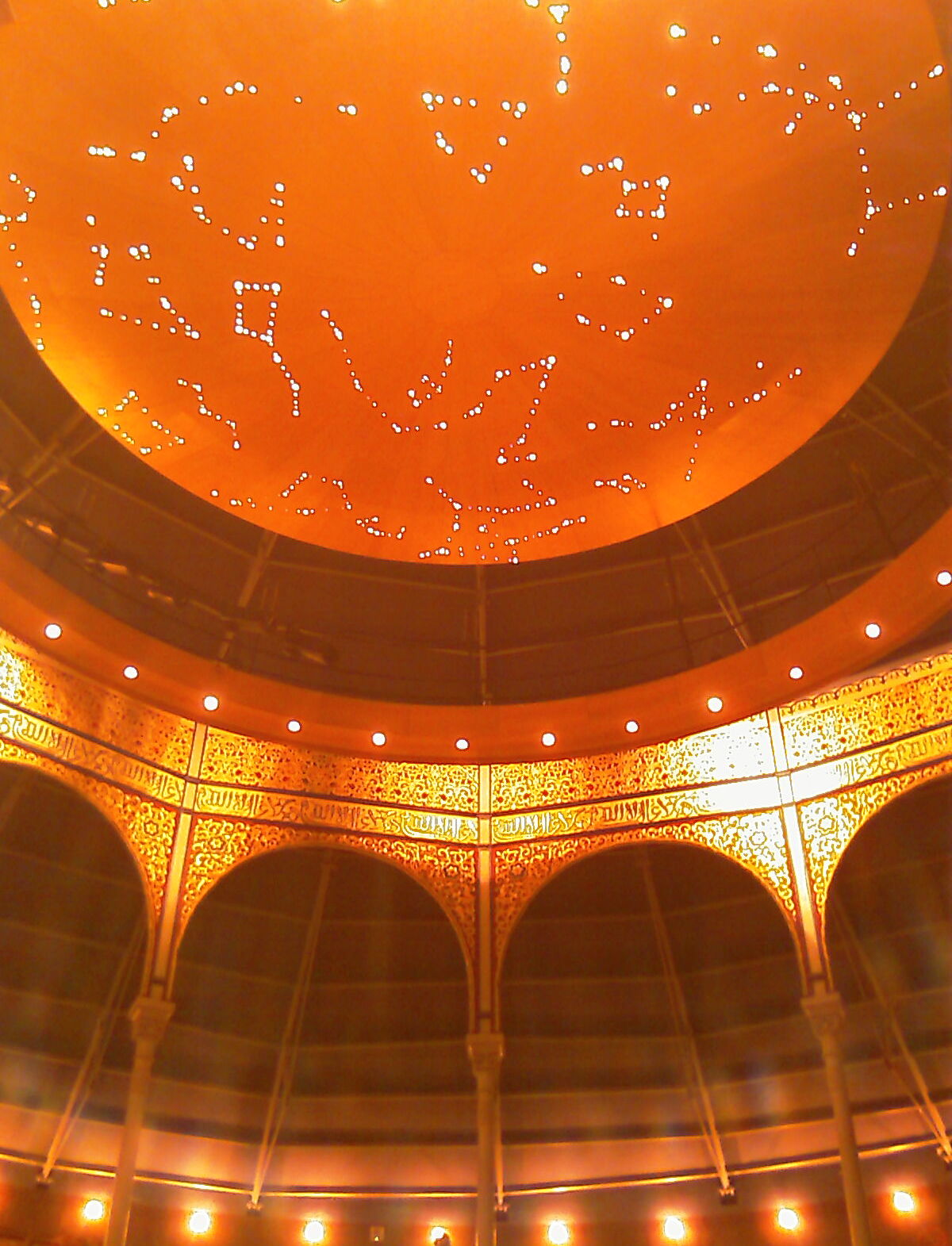
El prestigioso galardón se entrega en el histórico Teatro Circo de Albacete, monumento declarado Bien de Interés Cultural.

El galardón se entrega anualmente en el histórico Teatro Circo de Albacete, monumento declarado Bien de Interés Cultural, un escenario teatral del siglo XIX único en el mundo.

## Palmarés
| Año  | Ganador                       |
| ---- | ----------------------------- |
| 1997 | José Luis López Vázquez       |
| 1998 | Tony Leblanc                  |
| 1999 | Concha Velasco                |
| 2000 | María Isbert                  |
| 2001 | Julia y Emilio Gutiérrez Caba |
| 2002 | Lina Morgan                   |
| 2003 | Arturo Fernández              |
| 2004 | Amparo Rivelles               |
| 2005 | José Sazatornil               |
| 2006 | Mary Carrillo                 |
| 2007 | Naty Mistral                  |
| 2008 | Nuria Espert                  |
| 2009 | Rafael Álvarez                |
| 2010 | Lola Herrera                  |
| 2011 | Pedro Osinaga                 |
| 2012 | Manuel Galiana                |
| 2013 | Amparo Baró                   |
| 2014 | Carlos Hipólito               |
| 2015 | José Sacristán                |
| 2016 | Albert Boadella               |
| 2017 | José Luis Gómez               |
| 2018 | Saga Merlo                    |
| 2019 | Antonio Gala                  |
| 2021 | Jaime Blanch                  |
| 2023 | Ana Belén                     |